# 鄧悉
鄧悉（越南语：／，1357年—1409年），越南陈朝末期以及胡朝、后陈朝的将领。
邓悉是乂安州人，仕陈朝为将。1391年，化州（今顺化）的守将潘猛、朱秉珪商讨起兵杀死黎季犛之事，被邓悉和黄晦卿秘密报告给了黎季犛，致使潘、朱二人被诛杀。事后邓、黄二人都被升官。
1406年，明朝南下侵略胡朝，胡季犛派黄晦卿至南方安抚占城，黄晦卿以邓悉和乂安土官范世矜作为心腹。翌年，胡朝为明朝所灭，邓悉投降，被任命为化州大知州。不久，得知陈朝宗室陳頠（即简定帝）起兵建立后陈朝以抗明，便杀死明朝官员响应，率兵至乂安会合，使简定帝的势力得以壮大。邓悉也把一个女儿嫁给了简定帝。1408年，邓悉率兵击败并斩杀安南降将范世矜于日丽海口，后陈朝占据了乂安以南的地区。简定帝会师于清化。明廷得知后，派四万军队进入安南镇压。简定帝与邓悉、邓容等人在逋姑之战中大破明军，斩杀明将吕毅。此战之后，简定帝便计划乘胜攻取东关城（今河内市）。然而邓悉和参谋阮景真却提出反对，认为要等待各路军队会合完毕后再出击。简定帝怀疑他们有异心，将他们逮捕处死。邓悉之子邓容、阮景真之子阮景异愤而率部叛离，另立重光帝与之对抗。